# Rockass Online Music
Rockass Online Music es una agencia de entretenimiento dedicada al management, booking, relaciones públicas y distribución digital de música latina en el mercado estadounidense fundada en 2007 en Nueva York, EE. UU..

## Reseña biográfica
Fundada en 2007 por sus directores Javier Solís-Vila y Eva Serebrinsky y radicada en la Ciudad de Nueva York, Rockass Online Music cuenta entre sus representados a artistas de reconocida trayectoria, como Los Rabanes, o talentos emergentes, como la artista israelí-panameña Efrat, quien participó del Teletón en México en 2020. Con presencia sostenida en la Latin Alternative Music Conference de Nueva York, organizó giras y campañas de prensa en territorio estadounidense para artistas como Américo, Alberto Plaza, Os Almirantes, Piero, Andrés de León, y Claudia Acuña, entre otros.
En 2020, como sello discográfico, editó los sencillos de Los Rabanes "Un millón de amigos", en colaboración con Los Pericos, y "De música ligera", con participaciones de Beto Cuevas y Randy Ebright.